# يانهونج
يانهونج (لغة صينية: حروف صينية تقليدية 炎黃, حروف صينية مبسطة 炎黄, بينيين Yán Huáng) كانت اسم عرقية سكنت الصين القديمة بمنطقة حوض النهر الأصفر. وهم يدعوا النسب إلى قبيلتين يقودهما Yan وهوان جي دي. وكان إنجازهما الرئيسي هو الاتحاد معاً، وتعزيز أساس القبيلتين ومجتمعهما الحضاري. وكانا مصدر الشعب الصيني ومستهلا حضارة الصين.